# Árpád Hajós
Árpád Hajós (ur. 25 marca 1902 w Budapeszcie, Austro-Węgry; zm. 23 stycznia 1971 w Massie, Włochy) – węgierski piłkarz, grający na pozycji pomocnika, trener piłkarski.

## Kariera piłkarska

### Kariera klubowa
W 1921 rozpoczął karierę piłkarską w miejscowej drużynie Törekvés. Następnie do 1927 występował w klubach Makkabi Brno, Reggiana, Bologna i Milan.

### Kariera reprezentacyjna
11 marca 1923 roku debiutował w narodowej reprezentacji Węgier w meczu przeciwko Szwajcarii (6:1). Był rezerwowym zawodnikiem na igrzyskach olimpijskich w Paryżu.

## Kariera trenerska
W 1929 roku rozpoczął pracę trenerską w Pistoiese. Następnie do 1953 prowadził kluby Vigevano, Sampierdarenese, Taranto, Fermana, Modena, Palermo, Cuneo, Savona, Acqui, Novara, Lucchese, Arezzo, Grosseto, Stabia i ponownie Vigevano, Pistoiese, Arezzo, Fermana, Grosseto. 
Zmarł w 1971 roku w wieku 68 lat.

## Sukcesy i odznaczenia

### Sukcesy trenerskie
Sampierdarenese
- mistrz Prima Divisione (1x): 1931/32

Savona
- mistrz Serie C (1x): 1939/40

Arezzo
- mistrz Serie C: 1947/48